# قيزيق بيلفراجي
قيزيق بيلفراجي (الاسم العلمي:Cyzicus belfragei) (بالإنجليزية: Belfrage clam shrimp)‏ هو نوع من الحيوانات يتبع جنس القيزيق من فصيلة القيازق.